# Екерсвајлер
Екерсвајлер (њем. Eckersweiler) општина је у њемачкој савезној држави Рајна-Палатинат. Једно је од 96 општинских средишта округа Биркенфелд. Према процјени из 2010. у општини је живјело 156 становника. Посједује регионалну шифру (AGS) 7134021.

## Географски и демографски подаци
Екерсвајлер се налази у савезној држави Рајна-Палатинат у округу Биркенфелд. Општина се налази на надморској висини од 500 метара. Површина општине износи 3,7 km². У самом мјесту је, према процјени из 2010. године, живјело 156 становника. Просјечна густина становништва износи 42 становника/km².